# Kolut, Srbija
Kolut (izvirno srbsko Колут) je naselje v Srbiji, ki upravno spada pod Mesto Sombor; slednja pa je del Zahodnobačkega upravnega okraja.

## Demografija
V naselju živi 1410 polnoletnih prebivalcev, pri čemer je njihova povprečna starost 43,5 let (41,4 pri moških in 45,5 pri ženskah). Naselje ima 636 gospodinjstev, pri čemer je povprečno število članov na gospodinjstvo 2,69.
To naselje je, glede na rezultate popisa iz leta 2002, v glavnem srbsko.
|  |

| Demografija | Demografija     | Demografija     |
| Leto        | Št. prebivalcev | Št. prebivalcev |
| ----------- | --------------- | --------------- |
|             |                 |                 |
|             |                 |                 |
|             |                 |                 |
|             |                 |                 |
| 1948        | 2927            |                 |
| 1953        | 2877            |                 |
| 1961        | 2597            |                 |
| 1971        | 2148            |                 |
| 1981        | 1866            |                 |
| 1991        | 1710            | 1682            |
| 2002        | 1736            | 1710            |
|             |                 |                 |

| Etnična sestava po popisu iz leta 2002 | Etnična sestava po popisu iz leta 2002 | Etnična sestava po popisu iz leta 2002 | Etnična sestava po popisu iz leta 2002 | Etnična sestava po popisu iz leta 2002 |
| -------------------------------------- | -------------------------------------- | -------------------------------------- | -------------------------------------- | -------------------------------------- |
| Srbi                                   | Srbi                                   |                                        | 1.359                                  | 79,47%                                 |
| Jugoslovani                            | Jugoslovani                            |                                        | 133                                    | 7,77%                                  |
| Hrvati                                 | Hrvati                                 |                                        | 128                                    | 7,48%                                  |
| Madžari                                | Madžari                                |                                        | 28                                     | 1,63%                                  |
| Muslimani                              | Muslimani                              |                                        | 4                                      | 0,23%                                  |
| Makedonci                              | Makedonci                              |                                        | 3                                      | 0,17%                                  |
| Črnogorci                              | Črnogorci                              |                                        | 2                                      | 0,11%                                  |
| Nemci                                  | Nemci                                  |                                        | 2                                      | 0,11%                                  |
| Rusini                                 | Rusini                                 |                                        | 1                                      | 0,05%                                  |
| Bunjevci                               | Bunjevci                               |                                        | 1                                      | 0,05%                                  |
| Neznano                                | Neznano                                |                                        | 2                                      | 0,11%                                  |